# Fővárosi Csatornázási Művek

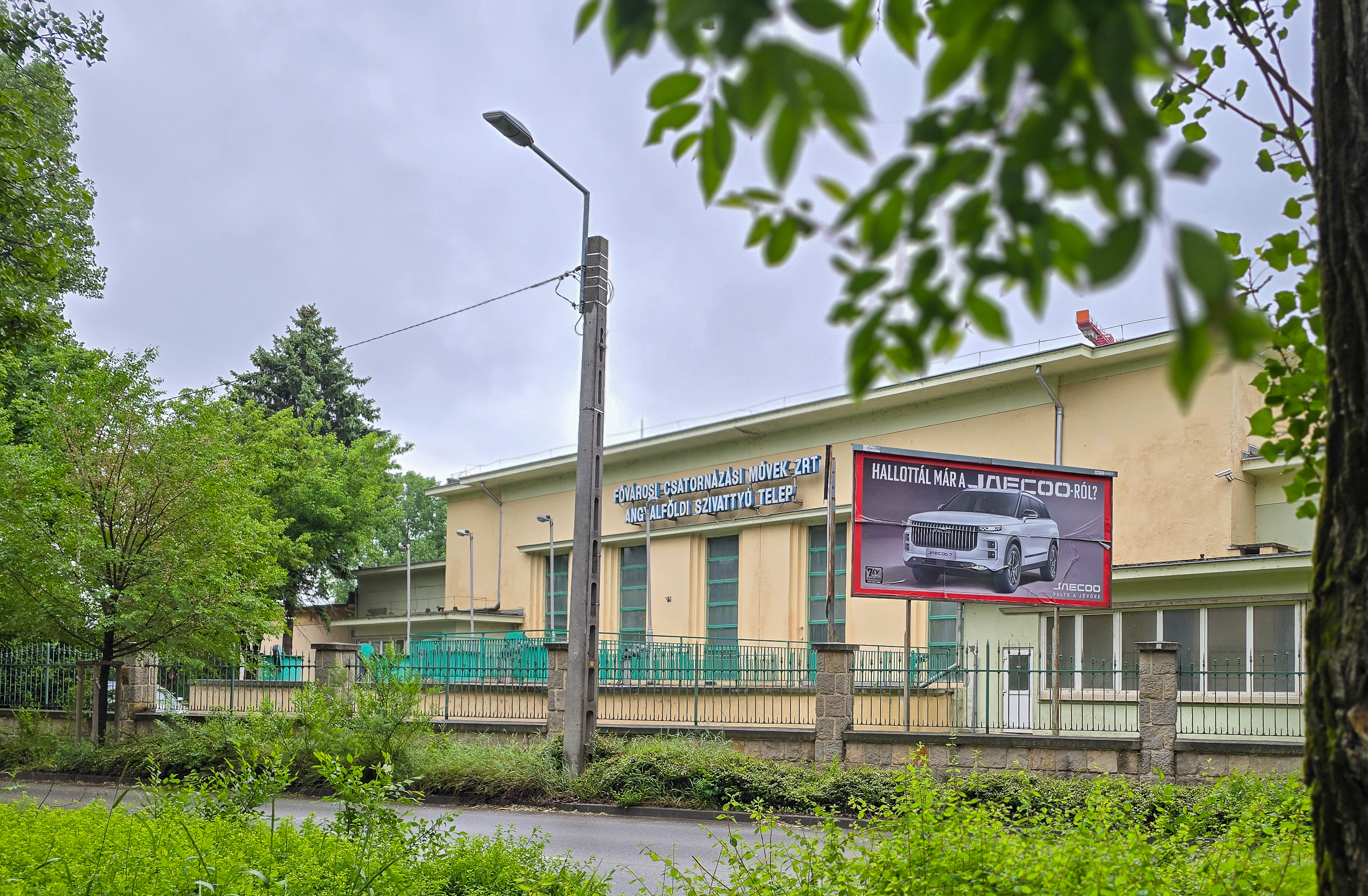
Az angyalfödli szivattyútelep

A Fővárosi Csatornázási Művek Zrt. egy budapesti vállalat, amely a magyar főváros csatornahálózatának és árvízvédelmi rendszerének üzemeltetését látja el.

## Székhely
- 1087 Budapest, Asztalos Sándor út 4.

## Története

### Előzmények
A mai Budapest területén korábban több település, elsősorban Buda, Óbuda, és Pest osztozott. A legkorábbi csatornázási nyomok Óbuda területéről, a római Aquincumból kerültek elő. Később, a középkor folyamán más, független csatornarendszerek épültek, ezek azonban a legtöbb esetben nyitottak voltak, csak járványok idején fedték be őket. Az első pesti csatornázási terv 1840-ben, az első csatornázási szabályrendelet 1847-ben készült. Ezt követően elkezdték a csatornák kiépítését, majd 1869-ben két főgyűjtő csatorna kiépítését határozta el a város.
A bal parti, 26,3 km hosszúságú főcsatorna 1889-re épült ki 11 millió koronás beruházással, ekkor adták át a Ferencvárosi szivattyútelepet is. 1893-ban a Soroksári szivattyútelepet, 1896-ban a Nagykörúti és a Dunaparti főcsatornát adták át. 1916-ban újabb, a Hungária körút felől induló csatornázási tervek készültek.
Buda és Óbuda csatornázást megnehezítették az emelkedő terepviszonyok, itt nagy szerep jutott a természetes vízelvezetőknek (Ördög-árok, Szépvölgyi-árok). A budai főgyűjtő csatornát csak 1913-ban kezdték el építeni a Zsigmond téri szennyvízátemelő teleppel együtt. A kelenföldi szivattyútelep 1933–1935-ben, az angyalföldi az 1940-es években épült ki.

### A Fővárosi Csatornázási Művek létrejöttétől
A második világháború alatt a budapesti csatornázási rendszer súlyosan, 150 helyen, összesen körülbelül 3300 méter hosszúságban megsérült, a Soroksári szivattyútelep pedig teljesen elpusztult. Az újjáépítésre alakult meg 1945-ben a Székesfővárosi Csatornázási Művek. 1949-től Községi Vállalatként működött tovább.
Az 1950-es városegyesítéskor számos olyan települést csatoltak Budapesthez, amelyek csatornázási viszonyai sok kívánnivalót hagytak maguk után. A következők években ezeknek a településeknek a csatornázási kiépítése zajlott. Ebben az időben az egész főváros kb. 75%-a volt csatornázva, de ez a belső területéknél 97%, míg a külsőknél alig 31-32%-ot jelentett.
1964-ben kezdte meg működését a nagy Dél-pesti szennyvíztisztító telep napi 30.000 m3-es teljesítménnyel. 1974-ben indult meg a Palotai-sziget szennyvíztisztító telepének kiépítése, amely az előbbinél is jóval nagyobb, napi 560.000 m3 víz megtisztítását tette lehetővé.
Az újabb fejlesztéseknek köszönhetően az 1990-es évekre a következő viszonyok jellemezték Budapest csatornázását:
- 3 db szennyvíztisztító telep
- 10 db szivattyútelep
- 119 db átemelőállomás
- 100.102 db csatornabekötés

Ez a 2020-as évekre a következőre módosult:
- 3 db szennyvíztisztító telep
- 9 db szivattyútelep
- 226 db átemelőállomás
- 822 db beemelő telep

A vállalat napjainkban a környezetvédelem kérdését tartja fontos területnek, telephelyein pedig előre egyeztetett időpontokban fogad látogatókat.

## Szolgáltatási kör
A következő szolgáltatásokat biztosítja:
- Szenny- és csapadékvíz-elvezetés
- Szennyvíztisztítás
- Csatornarekonstrukciók
- Bioenergia-termelés
- Ár- és belvízvédelem
- Nyilvános illemhelyek üzemeltetése
- Szerveshulladék-kezelés
- Laboratóriumi szolgáltatások
- Házi csatornával kapcsolatos szolgáltatások

## Telepei
| Kép | Név                                  | Építés    | Cím                                   | Honlap                                                      | Megjegyzés |
| --- | ------------------------------------ | --------- | ------------------------------------- | ----------------------------------------------------------- | ---------- |
|     | Észak-pesti Szennyvíztisztító Telep  | 1974      | 1044 Budapest, Tímár u. 1.            | Archiválva 2022. január 20-i dátummal a Wayback Machine-ben |            |
|     | Dél-pesti Szennyvíztisztító Telep    | 1964      | 1238 Budapest, Meddőhányó u. 1.       | Archiválva 2022. január 20-i dátummal a Wayback Machine-ben |            |
|     | Zsigmond téri szennyvízátemelő telep | 1912–1917 | 1023 Budapest, Zsigmond tér 1-4.      |                                                             |            |
|     | Káposztásmegyeri szivattyútelep      | 1893–1896 | 1044 Budapest, Váci út 120.           |                                                             |            |
|     | Békásmegyeri szivattyútelep          | 1975      | 1039 Budapest, Pünkösdfürdő u. 1-3.   |                                                             |            |
|     | Pók utcai szivattyútelep             |           | 1036 Budapest, Pók utca               |                                                             |            |
|     | Kelenföldi szivattyútelep            | 1933–1935 | 1117 Budapest, Budafoki út 74.        |                                                             |            |
|     | Albertfalvai szivattyútelep          |           | 1116 Budapest, Hunyadi János utca 16. |                                                             |            |
|     | Angyalföldi szivattyútelep           | 1936–1944 | 1138 Budapest, Vizafogó utca 6.       |                                                             |            |
|     | Ferencvárosi szivattyútelep          | 1889      | 1095 Budapest, Soroksári út 31.       |                                                             |            |
|     | Vas Gereben utcai szivattyútelep     |           | 1214 Budapest, Vas Gereben utca 10.   |                                                             |            |

## Egyéb irodalom
- (szerk.) Lesenyei József: Magyarország csatornázása és szennyvízkezelése, Magyar Mérnök és Építészegylet, Budapest, 1943
- Mattyasovszky János – Dr. Gőbel József  – Párnay Zoltán: Budapest csatornázása. Pest város 1847. évi csatornázási szabályrendeletének 125 éves évfordulójára, Fővárosi Csatornázási Művek, Budapest, 1972
- (szerk.) Mattyasovszky János – Dr. Paizs Iván – Párnay Zoltán: Budapest csatornázása 1972–1986, Fővárosi Csatornázási Művek, Budapest, 1986
- (szerk.) Mattyasovszky János – Ódor István – Rymorz Pál: Budapest csatornázása 1987–1996, Fővárosi Csatornázási Művek, Budapest, 1996
- Dubecz István: Budapest – Csatornázás-történeti Gyűjtemény, TKM Egyesület, Budapest, 1989, ISBN 963-555-654-3 (Tájak–Korok–Múzeumok Kiskönyvtára-sorozat)
- Zaitz László: Budapest csatornázása, Budapest Székesfőváros Statisztikai Hivatala, Budapest, 1937 (Statisztikai közlemények- sorozat)